# Dugarsürengiin Oyuunbold
Dugarsürengiin Oyuunbold (n. 25 decembrie 1957, Sükhbaatar⁠(d), Selenge-Aimag, Mongolia – d. 2002) a fost un luptător ce a reprezentat Mongolia, medaliat olimpic. A participat la o ediție a Jocurilor Olimpice (1980) în care a câștigat o medalie de bronz.

## Participări
Lista de mai jos prezintă principalele competiții la care a participat Dugarsürengiin Oyuunbold de-a lungul carierei.
- wrestling at the 1980 Summer Olympics – men's freestyle 57 kg[*]